# Ciosna (Grande-Pologne)
Pour les articles homonymes, voir Ciosna.
Ciosna (prononciation : [ˈt͡ɕɔsna]) est un village polonais de la gmina de Strzałkowo dans le powiat de Słupca de la voïvodie de Grande-Pologne dans le centre-ouest de la Pologne.
Il se situe à environ 7 kilomètres au nord-est de Strzałkowo (siège de la gmina), à 6 kilomètres au nord de Słupca (siège du powiat) et à 67 kilomètres à l'est de Poznań (capitale régionale).
Le village possédait une population de 70 habitants en 2006.

## Histoire
De 1975 à 1998, le village faisait partie du territoire de la voïvodie de Konin.

Depuis 1999, Ciosna est situé dans la voïvodie de Grande-Pologne.